# Auvers-Saint-Georges
Auvers-Saint-Georges ist eine französische Gemeinde im Département Essonne in der Region Île-de-France mit 1.250 Einwohnern (Stand: 1. Januar 2022). Sie gehört zum Arrondissement Étampes und zum Kanton Étampes.
Die Einwohner werden Auversois genannt.

## Geographie
Auvers-Saint-Georges liegt am Ufer des Flusses Juine etwa 41 Kilometer südlich des Zentrums von Paris. Die Gemeinde liegt im Regionalen Naturpark Gâtinais français.

### Nachbargemeinden
Umgeben ist Auvers-Saint-Georges von den Nachbargemeinden Chamarande im Norden, Janville-sur-Juine im Norden und Osten, Villeneuve-sur-Auvers im Osten und Südosten, Bouville im Südosten, Morigny-Champigny im Süden und Südwesten sowie Étréchy im Westen.

## Bevölkerungsentwicklung
| Jahr      | 1962 | 1968 | 1975 | 1982 | 1990 | 1999 | 2006 | 2019 |
| Einwohner | 536  | 574  | 639  | 842  | 992  | 1059 | 1151 | 1273 |

## Sehenswürdigkeiten
- Kirche Saint-Georges, seit 1950 Monument historique
- Brücke über den Juine aus dem 17./18. Jahrhundert

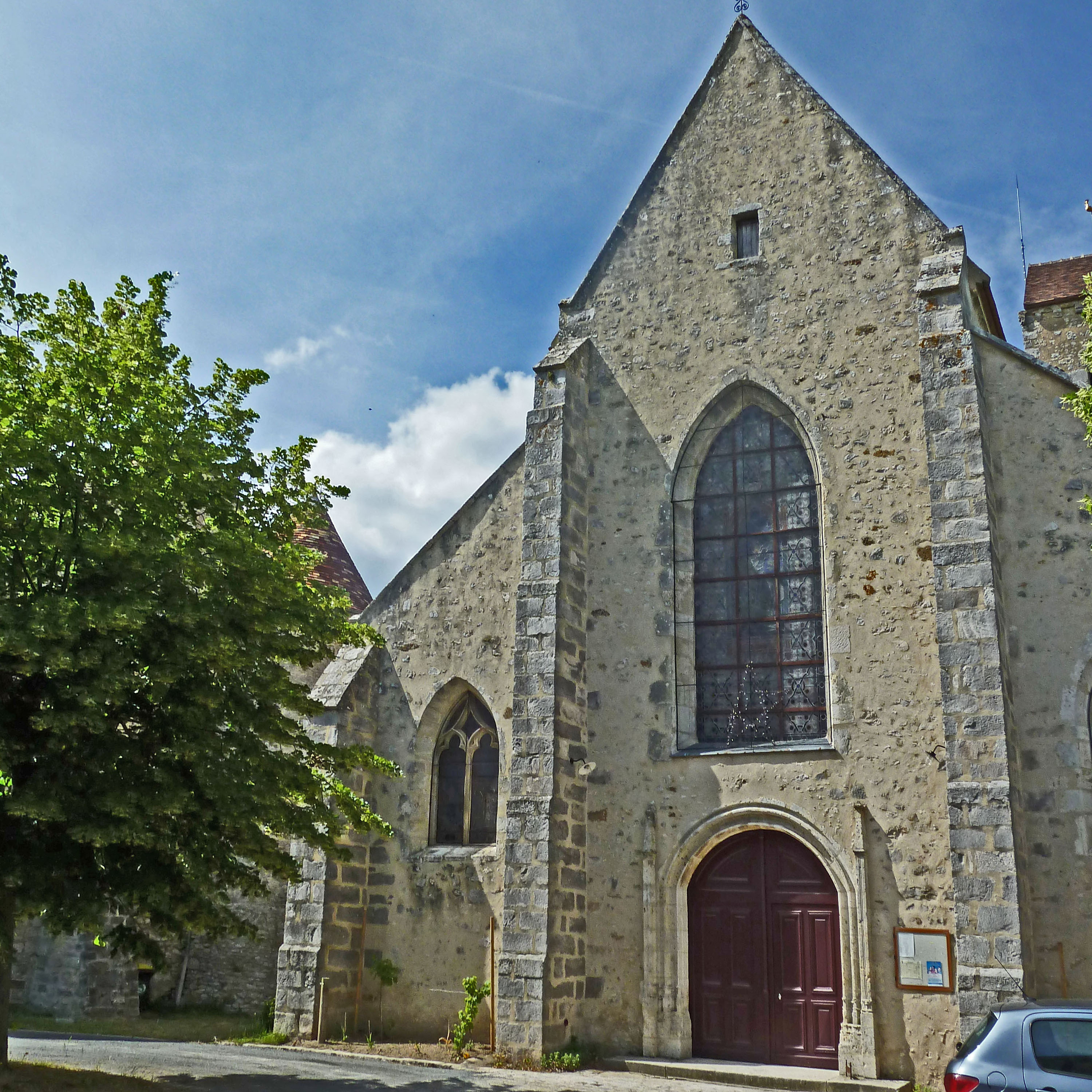
Kirche Saint-Georges

- Mühlen von Vaux und Le Chagrenon